# Brachyctenistis
Brachyctenistis är ett släkte av fjärilar. Brachyctenistis ingår i familjen mätare.
Kladogram enligt Catalogue of Life:
| Brachyctenistis | \| \| Brachyctenistis incongruata \| \| \| \| \| \| Brachyctenistis pallescens \| \| \| \| \| \| Brachyctenistis planilineata \| \| \| \| \| \| Brachyctenistis serricornis \| \| \| \| \| \| Brachyctenistis subnigra \| \| \| \| \| \| Brachyctenistis undilinea \| \| \| \| |
|                 | \| \| Brachyctenistis incongruata \| \| \| \| \| \| Brachyctenistis pallescens \| \| \| \| \| \| Brachyctenistis planilineata \| \| \| \| \| \| Brachyctenistis serricornis \| \| \| \| \| \| Brachyctenistis subnigra \| \| \| \| \| \| Brachyctenistis undilinea \| \| \| \| |
|                 | Brachyctenistis incongruata |
|                 | |
|                 | Brachyctenistis pallescens |
|                 | |
|                 | Brachyctenistis planilineata |
|                 | |
|                 | Brachyctenistis serricornis |
|                 | |
|                 | Brachyctenistis subnigra |
|                 | |
|                 | Brachyctenistis undilinea |
|                 | |